# Nikkaluokta
Nikkaluokta  ( PRONÚNCIA; em lapão: Nihkkáluokta; em meänkieli: Nikkulahti) é uma pequena localidade da Suécia, situada no norte da província histórica da Lapónia.
Pertence à comuna de Gällivare. Está localizada a 50 km a oeste da cidade de Kiruna.
A sua população é composta por umas 10 famílias que vivem da criação de renas e do turismo. Muitos destes habitantes são descendentes dos lapões que se estabeleceram na região por volta da década de 1910.

Tem uma estação meteorológica, onde têm sido registadas algumas das temperaturas mais baixas da Suécia. Nikkaluotka é o ponto de partida do percurso pedestre até Abisko, na trilha de Kungsleden, passando pela estação turística de Kebnekaise.

## Galeria

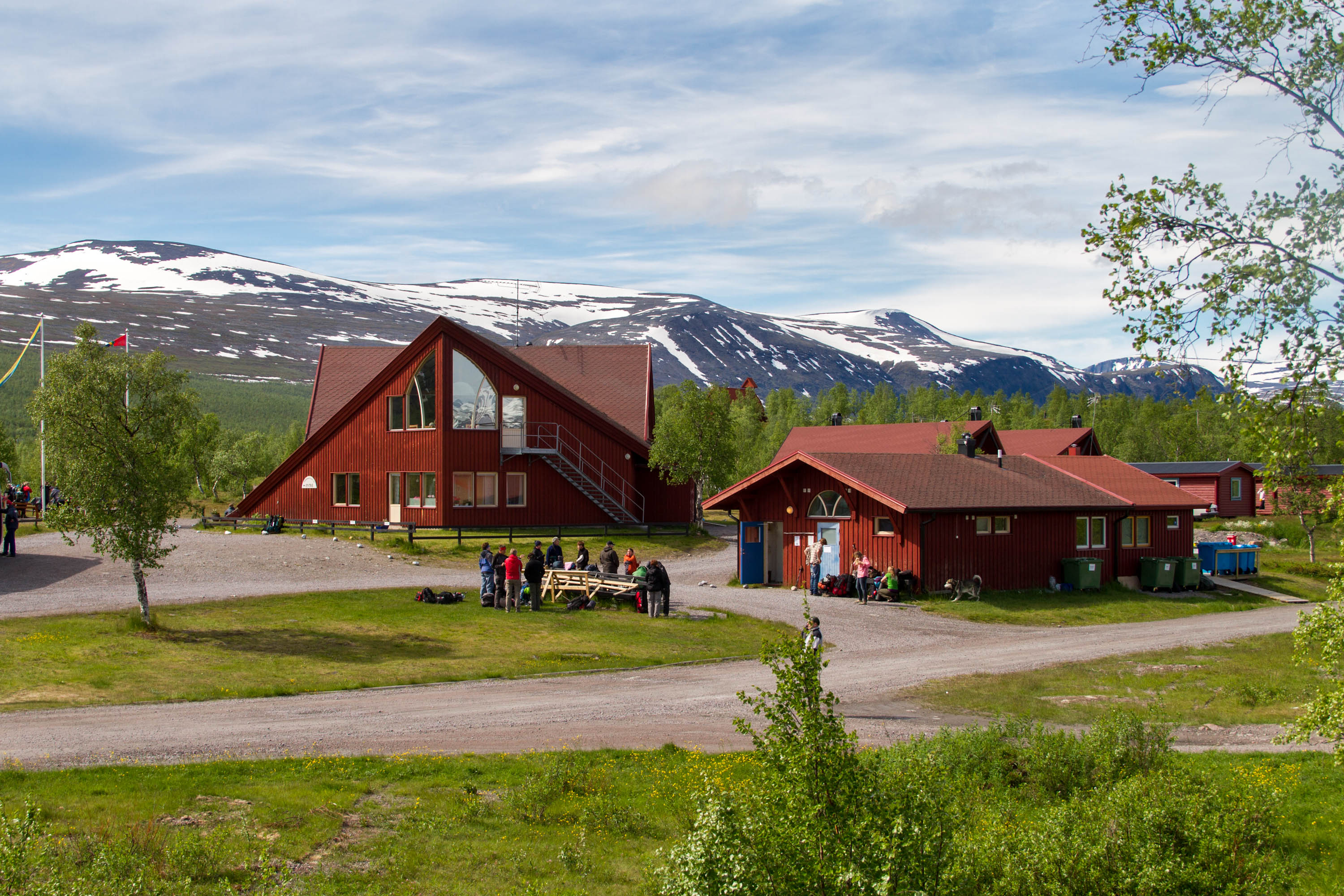
Estação turística de Nikkaluotka
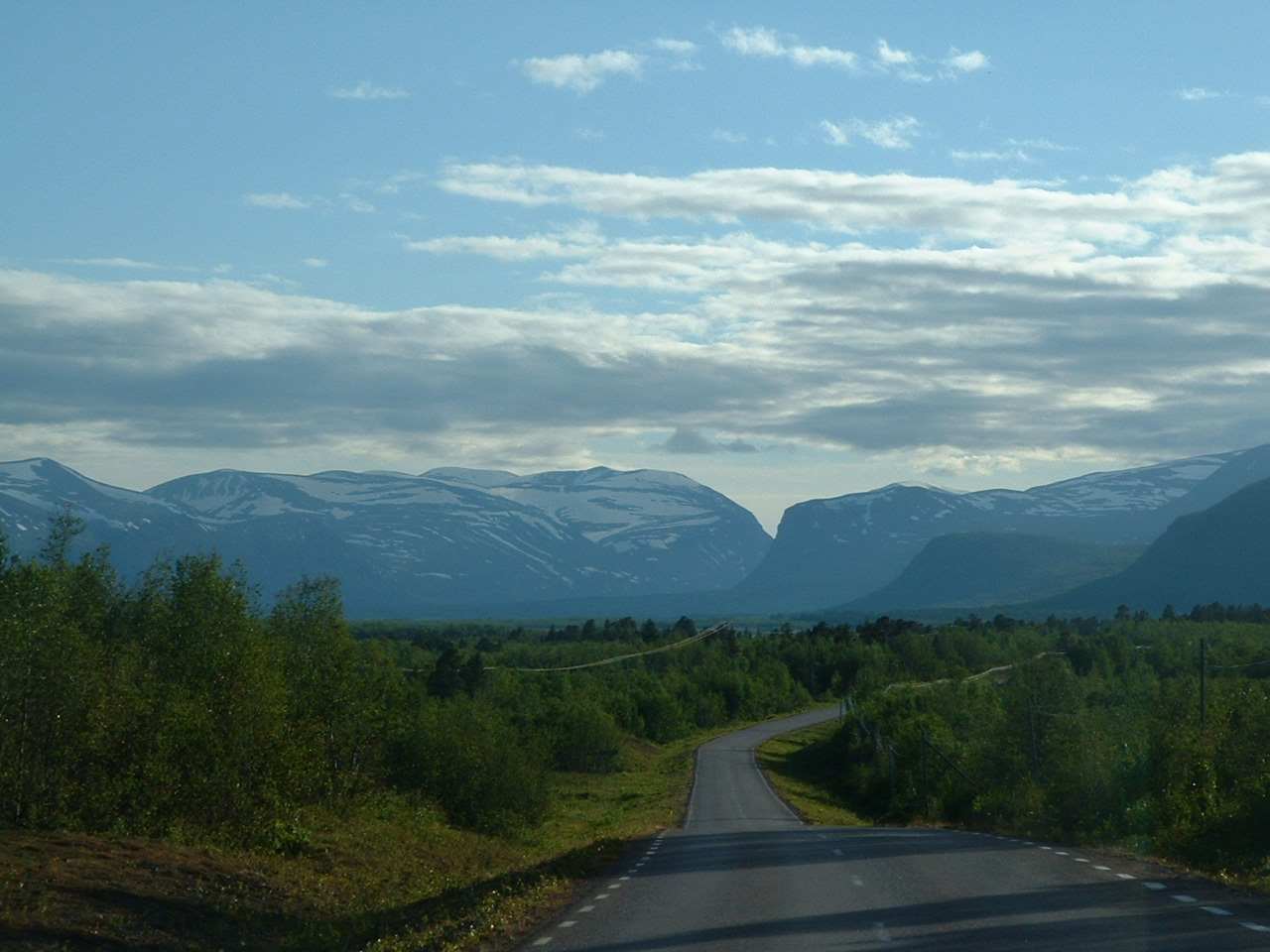
Montanhas em redor de Nikkaluotka